# Kelita Zupancic
Kelita Zupancic (Whitby, 9 mei 1990) is een judoka uit Canada, die haar vaderland tweemaal op rij vertegenwoordigde bij de Olympische Spelen: in 2012 (Londen) en 2016 (Rio de Janeiro). In beide gevallen werd ze voortijdig uitgeschakeld.

## Erelijst

### Pan-Amerikaanse Spelen
- 2015 – Toronto, Canada (– 70 kg)

### Pan-Amerikaanse kampioenschappen
- 2009 – Buenos Aires, Argentinië (– 70 kg)
- 2010 – San Salvador, El Salvador (– 70 kg)
- 2011 – Guadalajara, Mexico (– 70 kg)
- 2012 – Montreal, Canada (– 70 kg)
- 2013 – San José, Costa Rica (– 70 kg)
- 2014 – Guayaquil, Ecuador (– 70 kg)
- 2015 – Edmonton, Canada (– 70 kg)
- 2016 – Havana, Cuba (– 70 kg)
- 2017 – Panama-Stad, Panama (– 70 kg)